# BYREDO
Byredo（バイレード）は、2006年にスウェーデン人のBen Gorham（ベン・ゴーラム）によって設立された、スウェーデンのラグジュアリービューティーブランド。

## 創業者について
Ben Gorham（ベン・ゴーラム）はインド人の母とカナダ人の父のもとスウェーデンに生まれ、トロント、ニューヨーク、そしてストックホルムなどで育った。ストックホルムの美術大学を卒業後、調香師のピエール･ウルフと出会ったことで、香水の世界に魅了される。31歳の時、正式な香水についての教育は受けずに、香水業界に入った。以来彼は、オリヴィア･ジャコベッティやジェローム･エピネットの才識を借りながら、自身のアイデアや思い出、想像を香りに表現してきた。
その後、2006年に自身のフレグランスブランド**BYREDO（バイレード）**をスウェーデン・ストックホルムで設立。ブランド名は「by redolence（香りによって）」に由来しており、香りが呼び起こす記憶や感情の力に着目したコンセプトを掲げている。
香水の専門的な教育を受けていなかったゴーラムは、調香師とのコラボレーションという形で制作に関わり、自身はストーリーやビジュアル、全体のディレクションを担うという独自の手法を確立した。彼の感性に共鳴する調香師たちとともに生み出された香りは、ミニマルかつ洗練された世界観とともに国際的な注目を集めた。
代表作である「ジプシー・ウォーター」や「バル・ダフリック」などのフレグランスは、記憶や旅、文化にまつわるストーリーをもとに構成されており、香りを通じて感情や情景を呼び起こすことを意図している。
ブランドはその後、フレグランスにとどまらず、レザーグッズ、キャンドル、メイクアップ、ファッションアイテムへと展開。BYREDOはラグジュアリーなライフスタイルブランドとして世界中にファンを持つ存在となった。
また、ファッションデザイナーのヴァージル・アブローや、アーティストのイザマヤ・フレンチなど、異分野のクリエイターとのコラボレーションにも積極的に取り組み、香水というジャンルの枠を超えた表現を行っている。
異なる文化的ルーツを持つベン・ゴーラムの感性は、ブランドに独自の多様性と奥行きを与えており、従来の香水業界の固定観念にとらわれない、自由で芸術的なアプローチが高く評価されている。

## 特徴
Byredoの製品は、独特で洗練された香りと、ミニマルでエレガントなデザインで知られている。多くの香水が個人的な思い出や場所、概念からインスピレーションを得ており、ユニークなストーリーテリングを通じて顧客とつながることを重視している。2021年より長年メイクアップシーンの第一線で活躍したルチア・ピカ(Lucia Pica)がクリエイティブイメージ＆メイクアップパートナーを務める。

## 主要製品
1. Bal d'Afrique（バル ダフリック）: 1920年代のパリとアフリカの融合をイメージした、ウォーム&スウィートな香り
2. Gypsy Water（ジプシーウォーター）: ジプシーの自由な精神を表現した、ウッディでスパイシーな香り
3. Blanche（ブランシュ）: 純粋さと清潔感を表現した、フローラルでムスキーな香り

## 展開
Byredoは世界中の高級百貨店やセレクトショップで販売されており、専門店も各国の主要都市に展開している。2020年にはスペインの大手ファッショングループ、Puigが多数株を取得し、さらなるグローバル展開を進めている。日本国内直営店は、渋谷パルコ、伊勢丹新宿、銀座松屋、JR名古屋高島屋、阪急うめだ本店に入っている。
2023年にファインジュエリー事業に参入し、ファインジュエリーファースト・コレクション“ヴィラサート”（VIRASAAT）を発表。日本でも2024年秋より取り扱いが開始された。

## 受賞歴
Byredoの製品は、数々の賞を受賞している。
主な受賞歴は以下の通り： 
2013年 Wallpaper* Design Awards：パッケージデザイン部門で受賞 
2015年 FiFi Awards：「Mojave Ghost」がニッチブランド部門で最優秀賞を受賞 
2017年 CEW Beauty Awards：「Velvet Haze」がベストニュープレステージフレグランス賞を受賞
2018年 Allure Best of Beauty Award：「Eleventh Hour」がベストニッチフレグランス賞を受賞
2019年 フレグランス財団アワード：「Slow Dance」が最優秀フレグランス賞を受賞

## セレブリティの愛用
Byredoは多くのセレブリティから支持を得ており、その愛用者には以下のような著名人が含まれる：

［欧米セレブリティ］
シエナ ミラー（女優）：「Gypsy Water」を愛用していることで知られている。
ケイト ボスワース（女優）：「Rose of No Man's Land」のファンであると公言している。
レニー クラヴィッツ（ミュージシャン）：「Black Saffron」を好んで使用している。
ヴィクトリア ベッカム（デザイナー、元歌手）：「Bal d'Afrique」を愛用している。
ケンダル ジェンナー（モデル）：「Gypsy Water」を日常的に使用していると語っている。
マーゴット ロビー（女優）：「Blanche」を好んでいることを明かしている。
[韓流スター・アイドル]
BTS（防弾少年団）のメンバー：複数のメンバーが「Gypsy Water」と「Mojave Ghost」を愛用していると報告されている。
BLACKPINKのJennie：「Bal d'Afrique」を好んで使用していることをSNSで紹介している。
EXOのKai：「Sundazed」を愛用していることをインタビューで語っている。
IU（歌手・女優）：「Blanche」を日常的に使用していると明かしている。
[日本のアイドル・有名人]
櫻坂46の渡邉理佐：「Mojave Ghost」を愛用していることをブログで紹介している。
King & Princeの平野紫耀：「Bal d'Afrique」を好んで使用していると雑誌インタビューで語っている。
木村拓哉（俳優）：「Gypsy Water」を愛用していることが知られている。
中条あやみ（モデル・女優）：「Blanche」を日常使いしていると美容雑誌で紹介している。
夢白あや（宝塚歌劇団雪組トップ娘役）：公演の役に合わせて「Rose of No Man's Land」をつけているとタカラヅカニュースで語っている。
これらのセレブリティの支持は、Byredoのブランド価値を高め、さらなる人気につながっている。多くのセレブリティがSNSなどでByredoの製品を紹介することで、ブランドの知名度向上に貢献している。

## コラボレーション
Byredoは、様々なブランドやアーティストとのコラボレーションを通じて、ユニークな製品を生み出している。これらのコラボレーションは、Byredoのクリエイティブな側面を強調し、ブランドの多様性と革新性を示している。主なコラボレーションには以下のようなものがある：
Byredo x OJAS（2022年）
  - 製品名：「Olfactive Stéréophonique（オルファクティブ ステレオフォニック）」
  - 特徴：音響機器と香りを融合させた革新的な製品
  - 内容：スピーカーシステムの模したフレグランスディフューザー
  - コンセプト：音と香りの相乗効果を探求する実験的プロジェクト
Virgil Abloh （ヴァージル アブロー）x Byredo（2021年）
  - 製品名：「Homework」
  - 特徴：パンデミック時代の在宅ワークをテーマにした香り
  - 内容：香水、キャンドル、レザーケース
  - コンセプト：木の香り、インク、竹をベースにした複雑な香りの構成
Travis Scott （トラヴィス スコット）x Byredo（2020年）
  - 製品名：「Space Rage」
  - 特徴：宇宙をテーマにした斬新なデザインと香り
  - 内容：香水とキャンドルのセット
  - パッケージ：グラデーションのガラス瓶と独特の文字デザイン
  - 香り：コスミックダスト、スターライトなどの架空の香料をイメージ
Off-White（オフホワイト） x Byredo（2018年）
  - 製品名：「Elevator Music」
  - 特徴：ミニマルなデザインと斬新な香り
  - 内容：香水、ハンドクリーム、ヘアミストのセット
  - コンセプト：静寂と白色ノイズをイメージした香り
M/M Paris x Byredo（継続的コラボレーション）
  - 特徴：グラフィックデザインスタジオとの長期的なパートナーシップ
  - 内容：ユニークなパッケージデザイン、リミテッドエディション製品
  - 代表作：「M/MINK」香水（2010年）、「Byredo M/M Ink」（2013年）
  - デザイン：抽象的なシンボルや文字を用いた独特のビジュアル表現

これらのコラボレーションは、Byredoのブランド価値を高め、新しい顧客層の開拓に貢献している。ファッション、音楽、アート、テクノロジーなど、様々な分野とのクロスオーバーにより、Byredoは常に革新的で話題性のある製品を生み出し続けている。また、これらのコラボレーションを通じて、Byredoは単なる香水ブランドを超えた、ライフスタイルブランドとしての地位を確立しつつある。

## エピソード
Byredoの歴史や製品開発には、興味深いエピソードが数多く存在する。
以下は、ブランドの個性と創造性を示す代表的なエピソードである。
創業者のバスケットボール選手としての過去
Byredoの創業者Ben Gorham（ベン・ゴーラム）は、香水ブランドを立ち上げる前、プロのバスケットボール選手を目指していた。スウェーデンのナショナルチームでプレーした経験もあるが、NBAでのキャリアを辞めた後、アートスクールに入学。そこでコンテンポラリーアートを学ぶ中で嗅覚の芸術に魅了され、香水の世界に足を踏み入れた。この異色の経歴が、Byredoの独創的なアプローチの源となっている。
「Bibliothèque（ビブリオテーク）」の誕生秘話
Byredoの人気フレグランス「Bibliothèque（ビブリオテーク）」（図書館）は、当初キャンドルとして開発された。その香りがあまりにも好評だったため、多くの顧客から香水版の要望が殺到。これを受けて、Byredoは例外的にキャンドルから香水への逆開発を行い、2017年に香水版「Bibliothèque（ビブリオテーク）」をリリースした。
「Unnamed（アンネームド）」のユニークなマーケティング
2016年、Byredoは「Unnamed（アンネームド）」（名無し）という香水を発売した。この香水の特徴は、ラベルが白紙になっていること。購入者が自由に名前を付けられるようになっており、個人的な思い出や感情を香りに結びつけることができる。
Travis Scott（トラヴィス スコット）との予期せぬコラボレーション
世界的に有名なラッパー Travis Scott（トラヴィス スコット）とのコラボレーション「Space Rage（スペース レイジ）」は、偶然の出会いから生まれた。Scottが友人の家でByredoのキャンドルの香りに魅了され、すぐにInstagram（インスタグラム）でBen Gorham（ベン・ゴーラム）をフォロー。その後、直接メッセージを送り、コラボレーションの話が進んだという。
パンデミック中の「Open Sky」開発
2021年、世界中が移動制限下にあった時期に、Byredoは「Open Sky」（オープン スカイ）という香水を発売。Ben Gorham（ベン・ゴーラム）は、旅行ができない状況下で、香りを通じて心の中で旅をする体験を提供したいと考えた。
M/M Parisとの"香り文字"の開発
グラフィックデザインスタジオM/M Parisとの長期的なコラボレーションの中で、Byredoは"香り文字"（Scent Typography）というユニークなコンセプトを生み出した。これは、特定の香りを視覚的に表現するシンボルや文字のセット。
「Gypsy Water（ジプシーウォーター）と映画『グランド・ブダペスト・ホテル』の意外な関係
Byredoの代表的な香水「Gypsy Water」は、映画『グランド・ブダペスト・ホテル』の制作に意外な形で貢献した。監督のウェス・アンダーソンが撮影中にこの香りに出会い、その香りに映画の雰囲気が表現されていると感じたという。
「Mojave Ghost（モハーヴェゴースト）」とモハベ砂漠での冒険
「Mojave Ghost（モハーヴェゴースト）」の開発には、Ben Gorham（ベン・ゴーラム）のモハベ砂漠での実際の体験が活かされている。香りの構築のため、Gorhamは開発チームを連れてモハベ砂漠に数日間滞在。
「Bal d'Afrique（バルダフリック）」と父の思い出
Byredoの人気フレグランス「Bal d'Afrique（バルダフリック）」は、Ben Gorham（ベン・ゴーラム）の個人的な家族の歴史に深く根ざしている。Gorhamの父は1920年代にパリからアフリカに移住しており、その父の思い出と、アフリカでの生活についての家族の語りから、この香りは生まれた。
「Velvet Haze（ベルベットヘイズ）」とサイケデリック音楽の関係
「Velvet Haze（ベルベットヘイズ）」は、1960年代のサイケデリック音楽からインスピレーションを得ている。特に、Jimmy Hendrix（ジミーヘンドリックス）の曲「Purple Haze」からの影響が大きい。
「Mixed Emotions（ミックストエモーション）」とパンデミック時代の感情
2021年に発売された「Mixed Emotions（ミックストエモーション）」は、新型コロナウイルスのパンデミック下での複雑な感情を表現した香水である。Gorhamは、世界中の人々が経験している不安と希望が入り混じった感情を、香りで表現しようと試みた。
「Mister Marvelous（ミスターマーヴェラス）」とサッカー選手Zinedine Zidane
Byredoの男性向け香水「Mister Marvelous」は、元フランス代表サッカー選手のZinedine Zidane（ジネディーヌ・ジダン）へのオマージュとして作られた。Gorhamは幼少期からZidaneのファンで、彼のプレースタイルとカリスマ性に魅了されていた。

これらのエピソードは、Byredoの創造プロセスが単なる香りの開発を超えて、個人的な経験、文化、芸術、そして時代の空気までも取り込んだ多面的なものであることを示している。各香水には、深い物語とインスピレーションの源があり、それがByredoの香りを単なる製品以上の存在にしている。